# 古爾德灣
78°0′S 45°0′W / 78.000°S 45.000°W
古爾德灣（英語：Gould Bay）是南極洲的海灣，位於威德爾海南部，是伯克納島的東北端，由美國探險隊發現，以該國海軍的地質學家命名，該海灣現時由南極條約體系管理。